# سيغموند ين
سيغموند ين (بالألمانية: Sigmund Jähn) (و. 1937 – م) هو رائد فضاء، وطيار مقاتل، وطبَّاع، وطيار من ألمانيا الشرقية. ولد في مورغنروت راوتنكرانتس.
كان عضوًا في حزب الاتحاد الاشتراكي في ألمانيا وأكاديمية لايبنتس للعلوم. حمل رتبة عسكرية لواء، وعقيد. شارك في المهمات الفضائية: سويوز 31 وسويوز 29. وهو أول ألماني يصعد إلى الفضاء.

## روابط خارجية
- سيغموند يان على موقع IMDb (الإنجليزية)
- سيغموند يان على موقع الموسوعة البريطانية (الإنجليزية)
- سيغموند يان على موقع مونزينجر (الألمانية)
- سيغموند يان على موقع ميوزك برينز (الإنجليزية)
- سيغموند يان على موقع كينوبويسك (الروسية)